# Membranipora inornata
Membranipora inornata är en mossdjursart som beskrevs av Walter Douglas Hincks 1881. Membranipora inornata ingår i släktet Membranipora och familjen Membraniporidae. Inga underarter finns listade i Catalogue of Life.